# Asetulia nigropolita
Asetulia nigropolita är en tvåvingeart som beskrevs av Malloch 1938. Asetulia nigropolita ingår i släktet Asetulia och familjen parasitflugor. Inga underarter finns listade i Catalogue of Life.